# Душа Станіслав Леонідович
Станісла́в Леоні́дович Душа́ (нар. 19 грудня 1983, Кременчук, Полтавська область — 26 липня 2015, Зайцеве (смт)) — старший лейтенант Збройних сил України, командир 34-го мотопіхотного батальйону, учасник російсько-української війни.

## Життєвий шлях
Народився  у 1983 року в місті Кременчук, де закінчив Кременчуцьку гімназію № 5.
З початку 2000-х років служив у лавах ВПС Збройних Сил України. У 2004 року вступив до Севастопольського військово-морського інституту ім. Нахімова, по закінченні проходив службу в Феодосії та Севастополі — до звільнення у 2008 року. Повернувся до Кременчука, займався будівельним бізнесом.
4 травня 2015 року мобілізований в зону АТО; старший лейтенант, командир взводу 1-ї роти 34-го окремого мотопіхотного батальйону. 
26 липня 2015-го пізно увечері загинув поблизу смт Зайцеве (під містом Горлівка) внаслідок підриву на міні під час руху військової вантажівки ГАЗ-66.
Похований у місті Кременчук, сектор Героїв АТО Свіштовського кладовища.
Без Станіслава лишилися дружина й донька.

## Нагороди
За особисту мужність, сумлінне та бездоганне служіння Українському народові, зразкове виконання військового обов'язку відзначений — нагороджений
- нагороджений орденом Богдана Хмельницького ІІІ ступеня (20.10.2015, посмертно)[1]
- нагороджений відзнакою «За вірність народу України» І ступеня (рішення Полтавської обласної ради, 21.10.2015, посмертно).
- Внесений посмертно у «Книгу пошани Полтавщини» Полтавської обласної ради[2]

## Вшанування пам'яті
- 1 вересня 2015 у м. Кременчук на фасаді будівлі Кременчуцької гімназії № 5 імені Т.Г. Шевченка відкрито меморіальну дошку випускникам Олександру Поросюку, Вадиму Пугачову та Станіславу Душі [3]